# Bruno Zanardi
Bruno Zanardi (Parma, 1948) è un restauratore e storico dell'arte italiano.
Ha insegnato "Teoria e tecnica del restauro" presso l'Università di Urbino "Carlo Bo".

## Biografia
Nasce a Parma nel 1948. Allievo diretto di Giovanni Urbani, si forma nella metà degli anni 1970 presso la scuola internazionale dell'Istituto Centrale del Restauro (ICR) a Roma. Come allievo di quella scuola, tra il 1974 e il 1977 partecipa ai restauri condotti dall’ICR su una parte cospicua degli affreschi della Basilica Inferiore di San Francesco di Assisi, monumento e cittadina che resteranno centrali nella sua biografia, a cominciare dalla sua Tesi di diploma dell'Icr. Il restauro, da lui stesso eseguito, d'un frammento d’affresco di una delle porte urbiche di Assisi, opera di quel momento semi-illeggibile che un documento d'archivio attestava dipinta nel 1341 da Puccio Capanna, uno dei grandi giotteschi attivi nella Basilica Inferiore. Un intervento che riporta l'affresco a una perfetta leggibilità critica consentendo a Zanardi di scrivere un saggio in cui smentisce la ricostruzione fatta da Roberto Longhi del misterioso “Stefano fiorentino”, allievo di Giotto di cui racconta il Vasari, attribuendo correttamente a Puccio Capanna il corpus di opere già detti di Longhi di Stefano.
Un esordio – sconfessare con ragione una celebre e suggestiva attribuzione di Longhi – che già dice la singolarità della figura, la stessa confermata da tutto il lavoro da lui condotto nei decenni successivi. Nel 1977 è tra i soci fondatori di un gruppo di restauratori romani, “Conservazione beni culturali” (CBC), con cui conduce molti restauri, ma solo fino al 1982, anno in cui si dimette dalla presidenza di quel gruppo di colleghi. In quegli anni, con l’ICR, la CBC e altre équipes private, restaura parte della decorazione della Basilica Superiore di Assisi, quest’ultimo un lavoro che gli consente di pubblicare, con John White (e Sabina Vedovello), un saggio sull’organizzazione del lavoro del cantiere di Cimabue nel transetto sinistro e nelle Vele sull’altare. Inoltre interviene, sempre con la CBC, sui bassorilievi della facciata del Duomo di Orvieto, sui cinque pannelli giunti a noi del Polittico di San Domenico di Simone Martini oggi nel Museo di quello stesso Duomo, sugli affreschi di Giovan Antonio de' Sacchis, detto il Pordenone nella chiesa di Santa Maria di Campagna a Piacenza, sugli affreschi del Cavalier d'Arpino della “Sala degli Orazi” in Campidoglio e sui rilievi della “Fronte orientale” dell’Ara Pacis Augustae. Due interventi, questi ultimi, che lo portano a chiedersi come l’intervento di restauro stricto sensu, lo stato di conservazione e i dati sulle tecniche d’esecuzione originali possano essere documentati, oltre che con la consueta serie di fotografie prima-durante-dopo il restauro anche con una schematizzazione grafica. Sulla base di esperienze parallelamente condotte in quel momento dall’ICR, risponde al quesito mettendo a punto (a stampa) uno schema generale di relazione di restauro – testo e documentazione grafica e fotografica – utilizzabile per i dipinti murali e da cavalletto, come per i rilievi in marmo o in pietra, eccetera, schema in seguito quasi universalmente adottato nel mondo del restauro pur subendo un giusto aggiornamento con le moderne tecniche informatiche.
Dal 1983, lavora come libero professionista, intervenendo su alcuni importanti monumenti della civiltà figurativa dell’Occidente. Tra essi, la Colonna Traiana, gli affreschi di Pietro da Cortona nel Voltone di Palazzo Barberini a Roma, le sculture di Benedetto Antelami al Battistero di Parma, la decorazione del Sancta Sanctorum in Laterano, i mosaici paleocristiani e quelli di Jacopo Torriti nella basilica di Santa Maria Maggiore a Roma, gli affreschi del Correggio nella cupola della chiesa di San Giovanni Evangelista a Parma, un intervento presentato, tra gli altri, anche Francis Haskell, gli affreschi di Girolamo Mazzola Bedoli e di Lattanzio Gambara nella volta e nelle pareti della navata centrale del Duomo di Parma, gli affreschi di Giovan Battista Tiepolo in Palazzo Labia a Venezia, di nuovo gli affreschi della Basilica di Assisi dopo il terremoto del 1997.

## Monumenti restaurati

### Colonna Traiana
Il restauro della Colonna Traiana gli consente in particolare di comparare lo stato di conservazione dei rilievi con quello attestato in via positiva dalle tre campagne di calcatura condotte sul monumento: quella eseguita dal Primaticcio nel 1540 per Francesco I di Francia, l’altra realizzata tra il 1665 e il 1670 per Luigi XIV e Colbert, infine l’ultima eseguita tra il 1861 e il 1862 dai formatori di Pio IX come dono del Pontefice a Napoleone III: le prime due arrivate a noi solo parzialmente, l’ultima per intero e replicata anche per altri musei in Europa. La rara opportunità di avere a disposizione dei calchi antichi, consente a Zanardi di rilevare un dato positivo del tutto inaspettato. Tutti i calchi dimostrano infatti che i danni da noi contemporanei attribuiti all’attuale inquinamento atmosferico erano già presenti dal Cinquecento negli stessi punti e con la stessa virulenza sui rilievi antico romani. Un importante dato conservativo che egli commenta in alcuni suoi scritti.

### Battistero di Parma
Tra il 1986 e il 1992 restaura il Battistero di Parma: l’intero monumento: decorazione murale dell’interno, sculture policrome antelamiche e paramento lapideo dell’interno e dell’esterno. L’intervento è preceduto da una serie di prove da cui stabilire, tecniche d’intervento, durata e costi, così producendo Zanardi il primo “progetto di restauro” esecutivo nella storia del restauro delle opere d’arte. Un intervento  di enorme complessità diretto, su incarico della Curia vescovile di Parma, da Pasquale Rotondi e Giovanni Urbani che fu oggetto di controversie molto accese. Da una parte chi rimpiangeva la patina nerastra dei secoli rimossa con la pulitura: tra loro Annamaria Giusti, Elio Garzollo, Carlo Quintavalle, Giorgio Bonsanti e Maurizia Chierici. Dall’altra parte chi faceva notare che la rimozione di quella patina aveva rimesso in vista quasi intatta l’originaria e rarissima policromia delle sculture dell’Antelami, così come aveva riconsegnato a una perfetta lettura critica l’altrettanto la preziosa e fino a quel momento semisconosciuta decorazione romanico-bizantina della cupola: tra loro, Federico Zeri, Giuliano Briganti, Salvatore Settis, Gianfranco Fiaccadori, Giovanni Urbani e Enrico Castelnuovo.
I dati storici e materiali visti con il restauro del Battistero consentono inoltre a Zanardi di stabilire che una Madonna in trono con il Bambino conservata nella abbazia cistercense di Fontevivo, un piccolo paese tra i luoghi dei due grandi cantieri dell’Antelami di Parma e Fidenza, non era il pupazzo campagnolo che tutti credevano fosse perché sfigurata da una serie di rozze ridipinture, bensì scultura autografa di Antelami, come il restauro ha dimostrato.

### Sancta sanctorum e Ciclo Francescano ad Assisi
Tra il 1992 e il 1994 restaura gli affreschi e il mosaico del Sancta Sanctorum, in Laterano fatti eseguire da Niccolò III Orsini, che fu Papa dal 1277 al 1280: un monumento misterioso e leggendario perché, col suo essere la Cappella papale delle reliquie, vi potevano entrare solo i pontefici, quindi era chiuso da secoli a tutti. Il restauro del monumento lo mette in contatto con Federico Zeri, che segue i lavori salendo quasi settimanalmente sui ponteggi. Da quel momento nasce tra loro uno stretto rapporto di amicizia e di stima, tanto che Zeri lo dirà uno dei più importanti restauratori italiani del Novecento. I due tengono conferenze lungo l'intera Italia (Roma, Rimini, Venezia, Milano, Bologna, Perugia, eccetera), sia sul restauro del Sancta Sanctorum, sia sul volume Il cantiere di Giotto, uscito nel 1996, un’opera monografica in cui Zanardi illustra l’organizzazione del lavoro nel cantiere del Ciclo Francescano di Assisi, confrontando i dati positivi raccolti nella materia durante i restauri (giornate d’esecuzione, tecniche di trasferimento del disegno, modi di esecuzione degli incarnati, eccetera) con la trattatistica tecnica dal medioevo in poi. Un saggio che ha avuto vasta eco internazionale di cui Zeri scrive la “Introduzione”, dove Zanardi dimostra che in quel ciclo di affreschi sono attivi tre distinti capo-maestri e che diverso è il disegno di progetto nelle due pareti in cui si dipanano le storie della vita di San Francesco. Un dato reso indiscutibile dal fatto che tra la parete destra e quella di sinistra cambia radicalmente l’organizzazione del lavoro. 
Infatti, se 546 sono le giornate di esecuzione in totale in cui le Storie francescane sono state realizzate, nella parete destra, quella con gli affreschi stilisticamente più antichi, le giornate sono 188, le figure 70, le teste 134, mentre nella parete sinistra, "più gotica", quei dati diventano quasi il doppio: 323 le giornate, 154 le figure, 378 le teste. Ciò che conferma la convinzione sempre avuta da Zeri – con lui, dalla critica anglosassone: Offner, Meiss, White, M. Meiss e Smart, eccetera – che non sia Giotto chi inizia a dipingere il Ciclo francescano, bensì un maestro romano, il cosiddetto “Maestro di Isacco”, ciò a riprova della centralità di Roma, non di Firenze, nella costruzione dell’arte italiana e, più in generale di quella dell’Occidente. Da questa convinzione di Zeri nasce nel 2003 il volume di Zanardi Giotto e Pietro Cavallini introdotto da Willibald Sauerländer e la sua chiamata, nel 2004, a partecipare, unico studioso italiano, al Companion to Giotto dell’Università di Cambridge.

### Basilica di Santa Maria Maggiore
Tra il 1997 e il 2000 restaura, con Corinna Ranzi e Marcella Orrù, i 27 riquadri a mosaico di V secolo nella navata centrale e nell’Arco trionfale della Basilica di Santa Maria Maggiore, a Roma, opera commissionata da Papa Sisto III, e quelli realizzati da Jacopo Torriti nel 1295 nel catino absidale di quella stessa Basilica, mentre nel 2006 - 2007 restaura, sempre con la stessa équipe, i grandi clipei con figure a fresco di Apostoli siti nel braccio sinistro del transetto di quella stessa Basilica, già attribuiti da Pietro Toesca a Giotto, ma opera di un pittore romano attivo nel cantiere musivo di Torriti, ossia, più difficilmente, di uno degli artisti attivi a partire dal 1294 nel cantiere di Rusuti nella facciata della Basilica, la stessa oggi “nascosta” da quella settecentesca di Ferdinando Fuga; e anche in questo caso palmari sono le tangenze tra i mosaici di Torriti e le prime “Storie di San Francesco” in Assisi.

## Professore universitario
Nel 2001 Zanardi fonda all'Università di Urbino il primo Corso di laurea in Italia per la formazione dei restauratori, un’esperienza rivelatasi per varie ragioni deludente perché a Urbino si preferirà seguire un progetto diverso da quello ideato da Zanardi, incentrato sulla conservazione preventiva e programmata in rapporto all’ambiente, incardinando invece il corso alla vecchia tradizione del restauro come mera rivelazione estetica delle opere. Nel tempo in cui dirige quel Corso (2004-2008) Zanardi organizza, con Rita Cassano e Christine Borruso, seminari internazionali estivi di specializzazione, in particolare sul restauro della carta e sulla chimica del restauro, quest’ultimo tenuto nel 2007 da Giorgio Torraca. Inoltre, nel 2008, dirige il “Primo corso di formazione al restauro e alla conservazione” per restauratori boliviani e di altri paesi andini tenuto al Museo Colonial Charcas di Sucre (Bolivia) coordinato da Grazia de Cesare, allora docente nel laboratorio dell’Università di Urbino. 
Il suo impegno didattico come docente universitario si concreta nella scrittura di alcuni saggi tra teoria, storia e tecnica del restauro. Tra loro, nel 2004, pubblica la Voce “Restauro” per uno dei volumi di supplemento (III) della Enciclopedia Italiana del Novecento. Nel 2007 fa uscire nei “Rendiconti” della Accademia dei Lincei un saggio sul restauro di Giovan Pietro Bellori e Carlo Maratti degli affreschi di Raffaello nella Loggia di Psiche della Farnesina e nelle Stanze Vaticane da lui dimostrato  il consapevole punto di partenza del moderno restauro, sia sul piano critico, che tecnico. Nel 2012, pubblica un saggio in cui riassume il formarsi della azione di tutela, restauro in primis, nella nuova Italia Unita. Ma soprattutto il suo lavoro principale è stato ribadire la centralità della figura del suo maestro, Giovanni Urbani, nel superamento del restauro crociano d'impronta storicistica e estetica di Brandi e Argan, spostandolo verso la conservazione programmata e preventiva del patrimonio in rapporto all’ambiente. Tecnica da Urbani definiva in dettaglio nei vari progetti e piani di lavoro da lui realizzati quando fu direttore dell’ICR (1973-1983), indicandola come l’unico modo per salvaguardare ciò che rende unico al mondo il nostro patrimonio culturale: il suo essere un insieme indissolubile dal territorio su cui è andato infinitamente stratificandosi nei millenni.  Nel 2003 Salvatore Settis, coordinatore del nuovo Codice dei beni culturali (D.lgs. 42/04), gli chiede di collaborare (con altri) alla stesura dell’art. 29 (“Conservazione”) di quel Codice, dove ai commi 1-5 si prescrive – nei fatti – l’attuazione della conservazione programmata di Urbani, tuttavia commi mai resi operativi ed è l’ennesima legge inapplicata nell’ordinamento giuridico italiano. Già vincitore nel 2003 del Concorso per Professore Associato di Museologia e Critica Artistica e del Restauro, nel 2013, è il primo e finora unico restauratore italiano a aver superato il concorso da Professore Ordinario, riconoscendo la Commissione nel suo giudizio “l'innovatività dell'approccio e considera positivamente il ruolo che il candidato si è dato nel corso degli ultimi decenni nell'aprire nuovi temi di studio e nuove chiavi di analisi di opere e artisti”.

## Premi
Nel 1993 riceve il “Premio Sanseverino” per il volume sul restauro del Sancta Sanctorum: lui e gli altri autori di quello stesso volume. Nel 2019 ha avuto il “Premio Gazzola” per i restauri degli affreschi del Pordenone e di Bernardino Gatti nella chiesa di Santa Maria di Campagna a Piacenza.

## Scritti
Dal 1987 scrive su “Il Giornale dell’Arte”. Dal 1994 al 2007 ha continuativamente collaborato all’inserto culturale “La Domenica” del quotidiano “Il Sole24Ore”. Ha scritto sull’edizione cartacea e on-line delle riviste “il Mulino” e “Aedon”, sui mensili “Mondo Operaio” e “il Ponte”, sul settimanale “Pagina99”. Occasionalmente ha scritto su la “Rivista Trimestrale di Diritto Pubblico” toccando il tema della legge fascista 1089 del 139 con cui per molti versi ancora oggi si esercita la tutela in Italia. È curatore degli scritti di Giovanni Urbani: Intorno al restauro (2000) e Per un'archeologia del presente (2012), nonché la voce “URBANI, Giovanni”, del Dizionario Biografico degli italiani.
Tra i suoi scritti sono:
- Da Stefano Fiorentino a Puccio Capanna, in "Storia dell'Arte", XXXIII (1978), pp. 116–127;
- (con Filippo Todini) La Pinacoteca comunale di Assisi: catalogo dei dipinti, Firenze: Centro Di, 1980;
- (con John White) Cimabue and the decorative sequence in the upper church of S. Francesco, Assisi, in Roma anno 1300. Atti della IV Settimana di studi di storia dell'arte medievale dell'Università di Roma 'La Sapienza' (Roma 1980), a cura di A.M. Romanini, Roma 1983, pp. 103–117;
- Il Restauro e le Tecniche d’Esecuzione Originali, in Il Voltone di Pietro da Cortona in Palazzo Barberini, Roma 1983 (“Quaderni di Palazzo Venezia” 2), Roma: De Luca, 1983, pp. 15-49;
- Della natura del bianco sangiovanni. Un pigmento e la lettura delle fonti, in Ricerche di Storia dell’Arte, 24 (1984), pp. 63-74 (con L. Arcangeli & L. Appolonia).
- Evoluzione del deperimento della Colonna Traiana. Dal tempo dei calchi di Luigi XIV e Napoleone III allo stato attuale, in La Colonna Traiana e gli artisti francesi da Luigi XIV a Napoleone I, catalogo della mostra, Roma 1988, pp. 253–258;
- Tecnica, successioni stratigrafiche e restauro nei dipinti murali della chiesa dei SS. Sergio, Bacco e Leonzio a Bosra (Siria), in XXXV Corso di Cultura sull’Arte Ravennate e Bizantina (Ravenna, 19-26 mar. 1988), a c. di R. Farioli Campanati, Ravenna 1988, pp. 225-232.
- (con Alfredo Bianchi) Una scultura di Benedetto Antelami e l'intitolazione dell'antica Abbazia di Fontevivo (PR), in Studi in memoria di Giuseppe Bovini, II, Ravenna 1989, pp. 745–761;
- Battistero di Parma: la decorazione pittorica, (note sul restauro di Bruno Zanardi), Milano: Franco Maria Ricci, 1993; ISBN 88-216-0928-6
- Sulle finiture a calce nella pittura medievale a fresco (Teofilo, Div. art. sch. I 15 e 16), in Bollettino del Museo Bodoniano di Parma, 8 (1994), pp. 249-257.
- Il cantiere di Giotto: le Storie di san Francesco ad Assisi, Milano: Skira, 1996; ISBN 88-8118-037-5
- Conservazione, restauro e tutela: 24 dialoghi, Milano: Skira, 1999; ISBN 88-8118-561-X
- Projet dessiné et “patrons” dans le chantier de la peinture murale au Moyen Age, in Revue de l’Art 124 (febb. 1999), pp. 43-55.
- Antelami in barca a Vercelli, “Il Sole24Ore” 24 Marzo, 1999, (ins. “La Domenica”), p. 40 (= in, Tesori ritrovati, a c. di M. Carminati, ED. Il Sole24Ore, Milano. 2000, pp. 8286; ISBN 88-8363-027-0.
- Giotto e Pietro Cavallini: la questione di Assisi e il cantiere medievale della pittura a fresco, Milano: Skira, 2002; ISBN 88-8491-056-0
- voce Restauro, in Enciclopedia Treccani del Novecento, Roma 2004;
- Bellori Maratti, Bottari e Crespi. Intorno al restauro: modelli antichi e pratica di lavoro nel cantiere di Raffaello alla Farnesina, in "Atti della Accademia nazionale dei Lincei / Classe di scienze morali, storiche e filologiche. Rendiconti", serie IX, XVIII (2007) pp. 208–285;
- Il restauro: Giovanni Urbani e Cesare Brandi, due teorie a confronto, pref. di Salvatore Settis, Milano: Skira, 2009; ISBN 978-88-572-0193-1
- La mancata tutela del patrimonio culturale in Italia, in "Rivista trimestrale di diritto pubblico", LXI (2011) n. 2, pp. 431–472;
- Hic catagrapha invenit, hoc est obliquas imagines (Plinio, Hist. Nat. XXXV56). L’uso del disegno nella pittura antica, in Vitruvio, disegno e architettura tra l'Antico e il Cinquecento, in Atti della II Giornata di Studi Vitruviani (Fano, Teatro della Fortuna, 7-8 ott. 2011), a c. di P. Clini, Marsilio editore, Venezia 2012, pp. 125-147.
- Un patrimonio artistico senza: ragioni, problemi, soluzioni, Milano: Skira, 2013; ISBN 978-88-572-1991-2
- Le forme occorrenti per il bisogno dell’arte”. Il disegno in Caravaggio, “The Necessary Forms for the Needs of Art”. Caravaggio’s Use of Drawings (2015), Milano c.s.
- Manuale di Conservazione Programmata. Con una breve storia, Skira, Milano, 2020 (cs. st.).